# Heinrich Schunde
Heinrich Schunde (* im 15. Jahrhundert; † 14. März 1476) war Domherr in Münster und Osnabrück.

## Leben
Die genealogische Abstammung des Heinrich Schunde ist nicht belegt. Sicher ist, dass er ein Verwandter des Domherrn Rotger Schunde war. Als Osnabrücker Kanoniker studierte er im Jahre 1409 in Bologna. Am 24. August 1424 findet Heinrich erstmals als Domherr zu Münster urkundliche Erwähnung. Am 31. Juli 1450 gehörte er neben den Domherren Hermann Droste zu Vischering, Hugo von Schagen, Heinrich Korff gen. Schmising, Heinrich von Keppel und Sander von Oer zu den Gegnern des Walram von Moers, dessen Wahl zum Bischof zur Münsterischen Stiftsfehde führte. Ob er deswegen – wie einige andere Domherren – vom Bischof mit einem Verbot belegt worden ist, lässt sich nicht bestimmen. Am 10. Januar 1460 wird er als Archidiakon zu Rheine genannt. 1475 war er Propst zu St. Ludgeri in Münster und besaß auch das Archidiakonat Bentheim.